# Belgische kampioenschappen indoor atletiek 2007
In 2007 werden de Belgische kampioenschappen indoor atletiek Alle Categorieën gehouden op zondag 18 februari in Gent.

## Uitslagen

### 60 m
| rang   | atleet                | prestatie |
| ------ | --------------------- | --------- |
| Goud   | Tom Schippers         | 6,79 s    |
| Zilver | Adrien Deghelt        | 6,81 s    |
| Brons  | Xavier De Baerdemaker | 6,90 s    |

| rang   | atlete            | prestatie |
| ------ | ----------------- | --------- |
| Goud   | Katleen De Caluwé | 7,39 s    |
| Zilver | Hanna Mariën      | 7,44 s    |
| Brons  | Elisabeth Davin   | 7,52 s    |

### 200 m
| rang   | atleet         | prestatie |
| ------ | -------------- | --------- |
| Goud   | Kevin Borlée   | 21,51 s   |
| Zilver | Bart Helskens  | 21,80 s   |
| Brons  | Kristof Briers | 22,12 s   |

| rang   | atlete          | prestatie |
| ------ | --------------- | --------- |
| Goud   | Elke Bogemans   | 24,26 s   |
| Zilver | Wendy Den Haeze | 24,31 s   |
| Brons  | Lindsy Cozijns  | 24,88 s   |

### 400 m
| rang   | atleet          | prestatie |
| ------ | --------------- | --------- |
| Goud   | Arnaud Ghislain | 47,89 s   |
| Zilver | Joris Haeck     | 48,35 s   |
| Brons  | Hans Omey       | 48,74 s   |

| rang   | atlete           | prestatie |
| ------ | ---------------- | --------- |
| Goud   | Kristine Strackx | 55,63 s   |
| Zilver | Sylvie Desmet    | 56,55 s   |
| Brons  | Joke Mortier     | 57,05 s   |

### 800 m
| rang   | atleet            | prestatie |
| ------ | ----------------- | --------- |
| Goud   | Matthias Rosseeuw | 1.53,58   |
| Zilver | Jelle Duym        | 1.54,66   |
| Brons  | Michiel Bervoets  | 1.54,94   |

| rang   | atlete            | prestatie |
| ------ | ----------------- | --------- |
| Goud   | Lieselot Matthys  | 2.11,64   |
| Zilver | Charlotte Debroux | 2.13,88   |
| Brons  | Agnes Laurent     | 2.15,54   |

### 1500 m
| rang   | atleet         | prestatie |
| ------ | -------------- | --------- |
| Goud   | Hassan Mourhit | 3.43,38   |
| Zilver | Joeri Jansen   | 3.44,07   |
| Brons  | Tim Clerbout   | 3.53,73   |

| rang   | atlete            | prestatie |
| ------ | ----------------- | --------- |
| Goud   | Lindsey De Grande | 4.24,47   |
| Zilver | Sylvie Ameloot    | 4.36,68   |
| Brons  | Wies Terryn       | 4.39,80   |

### 3000 m
| rang   | atleet            | prestatie |
| ------ | ----------------- | --------- |
| Goud   | Monder Rizki      | 8.00,43   |
| Zilver | Maarten Van Steen | 8.08,74   |
| Brons  | Koen Wilssens     | 8.12,63   |

### 60 m horden
| rang   | atleet             | prestatie |
| ------ | ------------------ | --------- |
| Goud   | Adrien Deghelt     | 7,73 s    |
| Zilver | Damien Broothaerts | 7,88 s    |
| Brons  | Michaël Bultheel   | 8,18 s    |

| rang   | atlete          | prestatie |
| ------ | --------------- | --------- |
| Goud   | Eline Berings   | 8,07 s    |
| Zilver | Elisabeth Davin | 8,33 s    |
| Brons  | Sara Aerts      | 8,73 s    |

### Verspringen
| rang   | atleet              | prestatie |
| ------ | ------------------- | --------- |
| Goud   | Gert Messiaen       | 7,49 m    |
| Zilver | Benjamin De Vriendt | 7,33 m    |
| Brons  | Lukas Buys          | 7,27 m    |

| rang   | atlete        | prestatie |
| ------ | ------------- | --------- |
| Goud   | Sara Aerts    | 5,92 m    |
| Zilver | Anne Zagré    | 5,85 m    |
| Brons  | Sofie Debaere | 5,77 m    |

### Hink-stap-springen
| rang   | atleet              | prestatie |
| ------ | ------------------- | --------- |
| Goud   | Corentin Debailleul | 14,94 m   |
| Zilver | Gert Brijs          | 14,79 m   |
| Brons  | Franck Cannaert     | 14,68 m   |

| rang   | atlete            | prestatie |
| ------ | ----------------- | --------- |
| Goud   | Jolien Van Brempt | 12,11 m   |
| Zilver | Anne Zagre        | 11,84 m   |
| Brons  | Julie Bourgois    | 11,74 m   |

### Hoogspringen
| rang   | atleet           | prestatie |
| ------ | ---------------- | --------- |
| Goud   | Stijn Stroobants | 2,15 m    |
| Zilver | Timothy Hubert   | 2,07 m    |
| Brons  | Tim Rummens      | 2,01 m    |

| rang   | atlete             | prestatie |
| ------ | ------------------ | --------- |
| Goud   | Hannelore Desmet   | 1,77 m    |
| Zilver | Jesse Vercruysse   | 1,65 m    |
| Brons  | Liesbeth Sebrechts | 1,60 m    |

### Polsstokhoogspringen
| rang   | atleet            | prestatie |
| ------ | ----------------- | --------- |
| Goud   | Sébastien Hoffelt | 4,80 m    |
| Zilver | Laurent Vanhees   | 4,80 m    |
| Brons  | Frédéric Xhonneux | 4,60 m    |

| rang   | atlete          | prestatie |
| ------ | --------------- | --------- |
| Goud   | Karen Pollefeyt | 3,90 m    |
| Zilver | Sophie Zubiolo  | 3,40 m    |
| Brons  | Fanny Smets     | 3,35 m    |

### Kogelstoten
| rang   | atleet            | prestatie |
| ------ | ----------------- | --------- |
| Goud   | Alain Guillaume   | 16,98 m   |
| Zilver | Filip Eeckhout    | 16,52 m   |
| Brons  | Jurgen Verbrugghe | 15,95 m   |

| rang   | atlete               | prestatie |
| ------ | -------------------- | --------- |
| Goud   | Catherine Timmermans | 15,50 m   |
| Zilver | Veerle Blondeel      | 15,23 m   |
| Brons  | Annelies Peetroons   | 13,53 m   |

1985 ·
1986 ·
1987 ·
1988 ·
1989 ·
1990 ·
1991 ·
1992 ·
1993 .
1994 ·
1995 .
1996 ·
1997 ·
1998 .
1999 ·
2000 .
2001 · 
2002 · 
2003 · 
2004 · 
2005 · 
2006 · 
2007 · 
2008 · 
2009 · 
2010 · 
2011 · 
2012 · 
2013 · 
2014 ·
2015 ·
2016 ·
2017 ·
2018 ·
2019 ·
2020 ·
2021 ·
2022 ·
2023 ·
2024 ·
2025